# Обавештајна служба
Обавештајна служба је владина институција која се бави прибављањем информација (обавештајна делатност) у циљу очувања националне сигурности и одбране. Средства обавештајне делатности могу обухватати шпијунажу, криптоанализу, сарадњу са другим установама и евалуацију јавних извора. Сакупљање и пропагирање ових информација скупа се називају обавештајном анализом.
Обавештајне службе пружају следеће услуге државним установама:
- Анализа у областима релевантним за националну сигурност
- Рано упозоравање надолазећих криза
- Национална и међународна служба са циљем супротстављања тренутним и потенцијалним противницима
- Национално обавештавање о планирању одбране и војним операцијама
- Заштита тајни, њихових извора и активности
- Може да делује тајно са циљем заштите националне сигурности

Обавештајне службе се могу прикључивати одбрамбеним активностима попут контрашпијунаже и контратероризма. Једна од основних савремених обележја сваке Обавештајне службе је и њена контраобавештајна функција.Сама обавештајна служба и њене функције су по правилу предмет обавештајног рада других држава. Отуда, свака обавештајна служба контраобавештајно заштићује сопствени безбедносни систем, посебно и због тога да се не би подривало њено обавештајно деловање у иностранству.
Постоји разлика између сигурносног обавештајног рада и обавештајног рада у иностранству. Сигурносни обавештајни рад бави се борбом против опасности по националну сигурност, попут тероризма и шпијунаже (контраобавештајно деловање). Обавештајни рад у иностранству бави се прикупљањем информација о војним, политичким и економским активностима на тим местима.
Неке обавештајне службе се оптужују за укљученост у атентате, трговину оружја, пучеве и пропаганду у циљу одбране интереса њихових влада.